# Gordon Granger
Gordon Granger (Joy, New York, 1822. november 6. – Santa Fe, Új-Mexikó, 1876. január 10.) amerikai vezérőrnagy, aki az Unió oldalán harcolt a polgárháborúban.

## Pályafutása
Granger a West Point katonai akadémián végzett 1845-ben. Tisztté avatása után a mexikói–amerikai háborúban harcolt, majd a nyugati határvidéken szolgált. A polgárháború kezdetén Samuel Sturgis dandártábornok parancsnoksága alatt harcolt Missouriban.
1862. március 26-án dandártábornokká léptették elő. Harcolt New Madridnál, az ütközetben a 10-es számú szigetért és Corinth ostromában.
1862. szeptember 17-én vezérőrnaggyá léptették elő. Harcolt Chickamaugánál és részt vett Knoxville ostromában, valamint Mobile elfoglalásában.
Személyéhez kapcsolódik az Egyesült Államokban a juneteenth nevű, a rabszolgaság eltörlésére emlékező ünnep, amelyet június 19-én tartanak, annak évfordulóján, hogy Granger 1865. június 19-én kiadott napiparancsával Texasban – az országban utolsóként – megszűnt a rabszolgaság.